# Rodrigo de Sousa Coutinho
Rodrigo Domingos de Sousa Coutinho, comte de Linhares, est né à Chaves, au Portugal, le 4 août 1755 et mort à Rio de Janeiro le 26 janvier 1812. C'est un homme politique luso-brésilien qui a exercé les fonctions de Premier ministre de Portugal (1795-1801) et de ministre de la guerre du Brésil (1808-1812).